# Poway
Poway är en stad (city) i San Diego County, i delstaten Kalifornien, USA. Enligt United States Census Bureau har staden en folkmängd på 48 518 invånare (2011) och en landarea på 101 km².